# Vi rymmer bara du och jag
Vi rymmer bara du och jag är en låt av det svenska punkrockbandet Noice. Låten kom med som den sista låten på albumet Det ljuva livet, släppt i november 1981. Den släpptes också som singel 1981 och B-sidan till singeln var låten "1987". Låten skrevs av basisten Peo Thyrén.
En liveversion finns med på albumet Live på Ritz. "Vi rymmer bara du och jag" finns också med på samlingsalbumen H.I.T.S., Flashback Number 12 och 17 klassiker.
När Noice återförenades spelade de in låten igen till albumet Vild, vild värld släppt 1995.
Låten spelades in en tredje gång 2004 med sångaren Marcus Öhrn och släppt på albumet 2004.
Låten låg även på Svensktoppen i en vecka, då den tog sig in på listans tredjeplats den 27 september 1981, för att veckan därpå vara utslagen.

## Listplaceringar
| Lista (1981) | Placering |
| ------------ | --------- |
| Sverige      | 3         |

## Musiker
- Hasse Carlsson – sång, gitarr
- Peo Thyrén – elbas
- Freddie Hansson – klaviatur
- Fredrik von Gerber – trummor